# Битка при прохода Касерин
Битката при прохода Касерин е сражение, проведено през Втората световна война, като част от Тунизийската кампания.
Всъщност тя е серия от битки, проведени около прохода Касерин, клисура с широчина 2 мили (3 км) в масива Гранд Дорсал на Атласките планини в Западен централен Тунис. Силите на Оста, участвали в сблъсъка, са основно от германско-италианската танкова армия (преструктурираната германска Танкова армия „Африка“), водена от фелдмаршал Ервин Ромел и Пета танкова армия, водена от генерал Ханс Юрген фон Арним. Силите на съюзниците са основно от 2-ри корпус на американската армия, командвана от генерал-майор Лойд Фредендал, който е част от британската Първа армия, командвана от генерал-лейтенант Кенет Артър Ноуъл Андерсън.
Това е първият значителен сблъсък между американските и германските сили през Втората световна война. Неопитните американски войници, водени по неадекватен начин от своите командири, претърпяват тежки загуби и са отблъснати на 50 мили (80 км) от техните първоначални позиции западно от прохода Фаид. Битката е описана като „когато аматьорите се срещат за пръв път с професионалистите“. Впоследствие американската армия въвежда бързи промени от организацията на ниво единици до замяна на командващите офицери. При следващата битка, в някои случаи само няколко седмици по-късно, те се представят значително по-добре.

## Обстановка в Северна Африка преди битката
Американските и британските сили слизат на няколко точки по брега на Френско Мароко и Алжир на 8 ноември, 1942 г. по време на Операция Факел. Това се случва само дни след като генерал Бърнард Монтгомъри постига успех по време на втората битка за Ел Аламейн. Разбирайки опасността от война на два фронта, германски и италиански войски са прехвърлени от Сицилия, за да окупират Тунис – един от лесните за защита райони в Северна Африка и само на една нощ разстояние с кораб от базите в Сицилия.
Дори след десанта, проведен по време на операция „Факел“ от съюзниците, има малко организирана защита в западната пустиня. Още по-важно е, че никакви усилия не са положени от съюзническите морски и въздушни сили да прекъснат потока от войници и материали в Тунис, това става по-късно след като значителни сили са били прехвърлени. В допълнение съюзниците се придвижват много бавно, за да установят контакт с германците, докато се опитват да преговарят с местните командири на Вишиска Франция. Няколко опита са направени да се отцепи Тунис през ноември и декември 1942 г. преди германските войски да бъдат подсилени, но слабата координация и лесният за защита терен позволява на малък брой германски и италиански части разположени там да ги осуетят.
На 23 януари 1943 г. британската Осма армия, водена от Монтгомъри, превзема Триполи, лишавайки по този начин Ромел от основната му база за продоволствие. Ромел е бил подготвен за такова развитие, и планира да блокира южния подстъп към Тунис от Триполи като окупира широката линия от защитни укрепления, известна като линията Марет, конструирана от французите, за да отблъскват италианските атаки от Либия. Укрепленията се простират от Атласките планини на запад до залива Сидра на изток, позволявайки дори на малък брой германски/италиански части да задържат настъплението на съюзниците.

## Фаид
Пречка на този план е фактът, че съюзническите войски вече са пресекли Атласките планини и са установили предна база във Фаид, на склоновете на източния ръкав на планините. Това ги поставя в отлична позиция да отрежат Ромел от силите разположени на север и да прекъснат снабдяването му от Тунис. Естествено Оста не може да позволи това да се случи.
Елементи от Пета танкова армия на фон Арним достигат позициите на съюзниците на източния склон на Атласките планини на 30 януари. Германската 21-ва танкова дивизия се среща с френските защитници на Фаид и ги преодолява без особени затруднения. Три опита са направени да се спре тяхното настъпление от американската 1-ва бронетанкова дивизия, но всеки от опитите се изправя срещу класическия блицкриг – всеки път, когато получават нареждане да оформят защитна позиция, американците намират тези позиции вече превзети и са атакувани от германски войници като претърпяват тежки загуби. След 3 дни американският 2-ри корпус е принуден да отстъпи.
По-голямата част от Тунис пада в германски ръце, а проходите към равнините са блокирани. Съюзниците все още държат вътрешността на планината, но това слабо засяга Ромел, тъй като всички изходи на изток са блокирани. През следващите две седмици Ромел и останалите командири, разположени на север, обсъждат какво да предприемат. Имайки предвид по-късните им действия, това закъснение им коства много.
В крайна сметка Ромел решава, че може да подобри проблемите със снабдяването си и допълнително да отслаби американската заплаха в неговия фланг, като атакува по посока на две американски бази, разположени на запад от западния ръкав на планините в Алжир. Въпреки че има слаб интерес да задържи вътрешно планинските долини, едно бързо нападение ще му осигури запасите и ще наруши допълнително действията на американците.
На 24 февруари 21-ва танкова дивизия отново започва да се придвижва на запад, атакувайки Сиди Боу Зид, намиращ се на около 10 мили (16 км) от Фаид във вътрешността на Атласките планини. Битката се води през целия ден, но поради слабото използване на бронирана техника от страна на американците те губят битката. В края на деня бойното поле е владение на Танковата армия. Контраатаката на следващия ден е отбита без затруднение и на 16 февруари германците се насочват към Сбейтла.
Поради липсата на лесно защитим терен американските сили отстъпват, за да оформят нови защитни линии на по-лесно защитимия проход Касерин в западния ръкав на планината. Дотогава американските сили губят 2546 войници, 103 танка, 280 превозни средства, 18 полеви артилерийски оръдия, 3 противотанкови оръдия и една цяла противовъздушна батарея.

## Военни действия
На 19 февруари Ромел започва нападението. Следващия ден той лично води атаката с формираната 10-а танкова дивизия, отпусната му от 5-а танкова армия, разположена на север, докато 21-ва танкова дивизия, също част от 5-а танкова армия, продължава да атакува на север през прохода Сбиба.
В рамките на няколко минути защитните линии на американците са пробити. Техните леки оръдия и танкове нямат никакъв шанс срещу по-тежката германска техника, а и имат малък или никакъв опит в боя с бронирана техника. Германските танкове Панцер IV и Тигър отблъскват всички атаки с лекота. Танковете M3 Лий и M3 Стюарт, с които се сблъскват, им отстъпват по огнева мощ и екипажите им са по-неопитни. В същото време американските командири се свързват с тяхното командване за разрешение да организират контраатака или артилерийски бараж, често получавайки разрешение, след като тези линии са вече подминати от настъпващия противник. Още веднъж 1-ва бронетанкова дивизия получава заповеди да заеме безполезни позиции, и до втория ден на офанзивата два от техните три бойни командни поста са прегазени, докато третият в повечето случаи не е на активна служба.
След като нахлуват в прохода германските сили се разделят на две групи, всяка напредваща по един от двата пътя, водещи на северозапад извън прохода. Ромел остава с основната група на 10-а танкова дивизия, придвижваща се по северния от двата пътя, водещи към Тала, докато смесена италианско-германска група поема по южния път по посока на Хаидра. Остатъкът от бойно командване Б на 1-ва бронетанкова дивизия се придвижва 20 мили (30 км), за да се изправи срещу южната група на 20 февруари, но не успява да спре настъплението и през следващия ден.
Моралът на американските части започва да пада и до вечерта много части отстъпват, изоставяйки екипировката си на бойното поле. Проходът е напълно отворен и е изглеждало, че временните складове за муниции в Тебеса са били изключително близо. Все пак отчаяната съпротива на няколко изолирани групи, останали в тила, сериозно забавят настъплението на германците и на втория ден операциите по прочистване все още са продължавали, докато бронетанковият авангард продължавал настъплението по пътищата.
До нощта на 21 февруари 10-а танкова дивизия е в близост до малкото градче Тала, разполагащо с два пътя към Тебеса. Ако градът паднел и германската дивизия решала да се предвижи по южния от двата пътя, американската 9-а пехотна дивизия, разположена на север, е щяла да бъде лишена от припаси, а команден център Б на 1-ва бронетанкова дивизия е щяла да бъде в капан между 10-а танкова дивизия и техните поддържащи части придвижващи се на север по втория път. Същата нощ малки групи от британските, френските, и американските части освободени от защитната линия на север са изпратени постепенно на защитната линия при Тала. Цялата артилерия на американската 9-а пехотна дивизия, 48 оръдия, които са започнали да се придвижват на 17 февруари от техните позиции на запад, се разполагат през нощта. Когато битката започва отново на следващия ден, защитата е значително по-силна и фронтовата линия се държи основно от британска пехота с изключително силна поддръжка от американската артилерия.
Прекалено разтегнатите линии и недостатъчните продоволствия карат Ромел да прекрати офанзивата. Притеснявайки се, че приближаващата британска 8-а Армия може да пробие линията Марет ако не я подсили, той спира нападението и започва да отстъпва на изток. На 23 февруари американците провеждат масивно въздушно нападение срещу прохода, което ускорява германското отстъпление и до вечерта на 25 февруари проходът е превзет.

### Други действия
Атаката срещу Сбиба е спряна на 19 февруари от елементи на британската 1-ва пехотна бригада, 2-ри батальон на Колдстрийм гардс.

## Последици от битката
След битката и двете страни изучават резултатите. Като цяло Ромел гледа с презрение на американската техника и бойни умения и не ги смята за заплаха. Но все пак хвали няколко американски части като 2-ри батальон на 13-и бронетанков полк от 1-ва бронетанкова дивизия, с командир Орландо Уард. Той описва защитата на Сбеитла, проведена от тази бойна част, като „добре замислена и изпълнена“. Известно време след битката германските части използват голяма част от пленените американски превозни средства.
Съюзниците разглеждат сериозно резултатите от битката и незабавно генерал Дуайт Айзенхауер започва реструктуриране на съюзническото командване като създава ново главно командване 18-а Армия под командването на генерал сър Харълд Александър. С това цели да затегне контрола над корпусите и армиите на трите съюзнически нации, участващи в конфликта, и да подобри тяхната координация (имало е значителни спънки по време на действията в предходните месеци).
Най-важното за американските сили е, че командващият 2-ри корпус Лойд Фредендал е освободен от командване и е изпратен на небойно назначение за остатъка от войната. Айзенхауер потвърждава чрез генерал-майор Омар Брадли, че и други освен подчинените на Фредендал нямат вяра в него като техен командир. Командващият на британската Първа армия генерал-лейтенант Кенет Артър Ноуъл Андерсън също е смятал Фредендал за некомпетентен. На 6 март генерал-майор Джордж Патън е назначен за командир на 2-ри корпус с изричната задача да подобри боеспособността. Брадли е назначен като помощник командир на 2-ри корпус, а впоследствие поема командването му. Още няколко офицера са преместени или повишени. Бригаден генерал Стафорд Лирой Ъруин, командващ артилерията на 9-а дивизия при Касерин, се превръща в успешен дивизионен командир. На командирите са дадени по-широки правомощия за вземане на моментни решения без да се допитват до главното командване и са били насърчавани да изграждат командните постове в близост до фронтовата линия. За разлика от Фредендал, който изгражда голяма и силно укрепена щабквартира на голямо разстояние от фронта и рядко е посещавал фронтовата линия. Освен това той е имал навика да разпръсква частите под негово командване, така че получените по този начин изолирани позиции са били лесни за обкръжение и унищожение.
Положени са усилия да се подобри концентрираната артилерийска и въздушна поддръжка, извиквана по необходимост, която преди това е била трудна за координиране. Докато практиката на повикване за артилерийски обстрел срещу дадена позиция на американската артилерия довежда до голямо подобрение, проблемите с координирането на въздушна поддръжка не са удволетворени задоволително до битката за Нормандия (повече от година по-късно).
Вместо да се назначават различни задачи на елементите от всяка дивизия, както е правил Фредендал, единиците се придържат една към друга. 2-ри Корпус незабавно започва да използва дивизиите си като едно цяло, вместо да ги разпръсква на части със силно отделени мисии. До времето на пристигането си в Сицилия, техните сили значително нарастват.

## В литературата и киното
Поредицата от книги „Brotherhood of War“ на У. Е. Б. Грифин започва с американски офицер, пленен по време на битката при прохода Касерин.
Филмът от 1970 г. „Patton“ започва с образа на генерал Омар Брадли, разглеждащ последиците от битката при прохода Касерин.
Филмът от 1980 г. „The Big Red One“ разглежда битката при прохода Касерин като първото голямо сражение на отряд.
Във филма „Спасяването на редник Райън“, сержант Майкъл Хорват отбелязва, че той и капитан Милър са се били в битката при прохода Касерин.